# Aucklandaalscholver
De aucklandaalscholver (Leucocarbo colensoi, synoniem: Phalacrocorax colensoi) is een vogel uit de familie Phalacrocoracidae (Aalscholvers). De wetenschappelijke naam van de soort werd in 1888 gepubliceerd door  Walter Buller. Het is een door habitatverlies kwetsbare vogelsoort die alleen voorkomt op de Aucklandeilanden.

## Kenmerken
De vogel is 63 cm lang; het is een middelgrote zwart en wit gekleurde aalscholver. De kop, nek, rug, stuit en bovenstaartdekveren zijn zwart met een blauwe metaalachtige glans. De borst en buik zijn wit en de poten zijn roze. Witte vlekken op de vleugels vormen in zit een vleugelstreep.

## Verspreiding en leefgebied
Deze soort is endemisch op de Aucklandeilanden, een subantarctische eilandengroep, die tot Nieuw-Zeeland behoort. De vogels broeden op moeilijk toegankelijke, met dekking gevende planten begroeide rotstoppen. Als de planten worden verstikt door de uitwerpselen, verlaten de vogels die plek.

## Status
De aucklandaalscholver heeft een beperkt verspreidingsgebied en daardoor is de kans op uitsterven aanwezig. De grootte van de populatie werd eind jaren 1990 geschat op 3000 volwassen vogels. De populatie-aantallen zijn sindsdien waarschijnlijk stabiel. Vroeger vormden verwilderde katten, varkens, geiten en runderen en ratten een gevaar voor broedvogels. De eilanden worden sinds de jaren 1990 als (onbewoond) natuurgebied beheerd en de varkens, geiten en runderen zijn verwijderd. Katten en knaagdieren vormen potentieel nog een gevaar. Om deze redenen staat deze soort als kwetsbaar op de Rode Lijst van de IUCN.